# 謝幫鑒
謝幫鑒（?—?），四川重庆人，清朝政治人物。
同治6年（1867年），擔任清朝遵义府婺川縣知縣。后由唐成接任。